# Franklyn (film)
Franklyn este un film britanic din 2008 scris și regizat de Gerald McMorrow (debut regizoral). Rolurile principale au fost interpretate de actorii Ryan Phillippe, Eva Green și Sam Riley. Filmările au avut loc în Londra la sfârșitul anului 2007, fiind finalizat în decembrie. Franklyn a avut premiera mondială la a 52-a ediție a Festivalului de Film de la Londra  la 16 octombrie 2008. Filmul a fost lansat în Marea Britanie la 27 februarie 2009. 

## Prezentare
Povestea filmului este împărțită între realitățile paralele  ale contemporanului oraș Londra și metropola supranaturală Meanwhile City (Între timp ). Franklyn prezintă poveștile a patru personaje. Jonathan Preest (Ryan Phillippe) este un justițiar mascat din  Meanwhile City care nu se va odihni până când nu se va răzbuna pe "Individul". Emilia (Eva Green) este o tânără studentă la arte cu probleme a cărei revoltă se poate dovedi a fi mortală. Milo (Sam Riley) este o tânără de douăzeci și ceva de ani cu inima frântă care duce dorul purității primei sale iubiri. Peter (Bernard Hill) este un om cufundat în religie care își căută disperat fiul său dispărut printre persoanele fără adăpost din Londra.

## Distribuție
- Ryan Phillippe ca Jonathan Preest, un detectiv justițiar mascat din Meanwhile City. Preest este singurul ateu din oraș.[6]
- Eva Green într-un rol dublu ca Emilia și Sally.[7] Emilia este o frumoasă studentă dar afectată de tentativele ei de sinucidere în numele artei.[6] Eva Green și-a comparat rolurile cu oameni reali: Sophie Calle și Tracey Emin[2] și a descris-o pe Sally ca "plină de viață, foarte spirituală și cu mult umor."[8]
- Sam Riley ca Milo,  un tânăr care tocmai a fost părăsit la altar.[6] Riley a fost ales după interpretarea sa ca Ian Curtis în filmul din 2007 Control.[1]
- Bernard Hill ca Peter Esser, un gardian al unei bisericii din Cambridge aflat în căutarea fiului său capricios din Londra.[6]
- James Faulkner ca Pastorul Bone[7]
- Art Malik ca Tarrant, șeful Ministerul Orașului 'Meanwhile City[7]
- Susannah York ca Margaret[7]
- Richard Coyle ca Dan[7]
- Kika Markham ca  Naomi[7]
- Stephen Walters ca Wasnik